# 반도체 메모리
반도체 메모리(semiconductor memory, 문화어: 반도체 기억기)는 컴퓨터 메모리와 같이 디지털 데이터 저장에 사용되는 디지털 전자 반도체 소자이다. 일반적으로 규소 집적 회로 메모리 칩의 금속 산화물 반도체 (MOS) 메모리 셀 내에 데이터가 저장되는 소자를 지칭한다. 다양한 반도체 기술을 사용하는 수많은 종류가 존재한다. 랜덤 액세스 메모리 (RAM)의 두 가지 주요 유형은 메모리 셀당 여러 트랜지스터를 사용하는 정적 램 (SRAM)과 셀당 트랜지스터 하나와 MOS 캐패시터를 사용하는 동적 램 (DRAM)이다. 비휘발성 메모리 (EPROM, EEPROM, 플래시 메모리 등)는 셀당 단일 플로팅 게이트 트랜지스터로 구성된 플로팅 게이트 메모리 셀을 사용한다.
대부분의 반도체 메모리 유형은 임의 접근 속성을 가지고 있다. 이는 어떤 메모리 위치에 접근하더라도 동일한 시간이 걸리므로, 데이터를 어떤 임의의 순서로든 효율적으로 접근할 수 있음을 의미한다. 이는 데이터를 순차적으로 읽고 쓰는 CD와 같은 데이터 저장 매체와는 대조적이며, 따라서 데이터는 기록된 순서와 동일하게만 접근할 수 있다. 반도체 메모리는 다른 종류의 데이터 저장 장치보다 훨씬 빠른 액세스 타임을 가지고 있다. 바이트 단위의 데이터는 몇 나노초 내에 반도체 메모리에 쓰거나 읽을 수 있지만, 하드 디스크와 같은 회전식 저장 장치의 접근 시간은 밀리초 범위이다. 이러한 이유로 반도체 메모리는 컴퓨터가 현재 작업 중인 프로그램과 데이터를 저장하는 주기억장치로 사용되는 등 다양한 용도로 활용된다.
2017년 기준, 반도체 메모리 칩 판매액은 연간 $124 billion로, 반도체 산업의 30%를 차지한다. 시프트 레지스터, 프로세서 레지스터, 데이터 버퍼 및 기타 메모리 주소 디코딩 메커니즘이 없는 작은 디지털 레지스터는 디지털 데이터를 저장하지만 일반적으로 메모리라고 불리지 않는다.

## 설명
반도체 메모리 칩에서 각 비트의 이진 데이터는 하나에서 여러 개의 트랜지스터로 구성된 메모리 셀이라는 작은 회로에 저장된다. 메모리 셀은 칩 표면에 직사각형 배열로 배치된다. 1비트 메모리 셀은 워드라고 불리는 작은 단위로 그룹화되며, 단일 메모리 주소로 함께 접근된다. 메모리는 일반적으로 2의 거듭제곱으로, 일반적으로 N=1, 2, 4 또는 8비트의 워드 길이로 제조된다.
데이터는 칩의 주소 핀에 적용되는 메모리 주소라는 이진수를 통해 접근되며, 이는 칩 내에서 어떤 워드에 접근할지 지정한다. 메모리 주소가 M비트로 구성되면 칩의 주소 수는 2M이 되고, 각 주소에는 N비트 워드가 포함된다. 따라서 각 칩에 저장되는 데이터 양은 N2M 비트이다. M개의 주소 라인에 대한 메모리 저장 용량은 2M으로 주어지며, 이는 일반적으로 2의 거듭제곱(2, 4, 8, 16, 32, 64, 128, 256, 512)이며, 킬로비트, 메가비트, 기가비트, 테라비트 등으로 측정된다. 2014 년 기준 가장 큰 반도체 메모리 칩은 몇 기가비트의 데이터를 저장하지만, 더 높은 용량의 메모리가 지속적으로 개발되고 있다. 여러 집적 회로를 결합함으로써, 각 칩이 제공하는 것보다 더 큰 워드 길이 및 주소 공간으로 메모리를 구성할 수 있으며, 이는 종종 2의 거듭제곱이다. 반드시 그럴 필요는 없다.
메모리 칩이 수행하는 두 가지 기본 작업은 메모리 워드의 데이터 내용을 읽어내는 "읽기" (비파괴적)와 메모리 워드에 데이터를 저장하여 이전에 저장된 모든 데이터를 대체하는 "쓰기"이다. 데이터 전송률을 높이기 위해 DDR SDRAM과 같은 최신 유형의 메모리 칩에서는 각 읽기 또는 쓰기 작업으로 여러 워드에 접근한다.
독립형 메모리 칩 외에도 반도체 메모리 블록은 많은 컴퓨터 및 데이터 처리 집적 회로의 필수적인 부분이다. 예를 들어, 컴퓨터를 실행하는 마이크로프로세서 칩에는 실행을 기다리는 명령어를 저장하기 위한 캐시 메모리가 포함되어 있다.

## 종류

### 휘발성 메모리

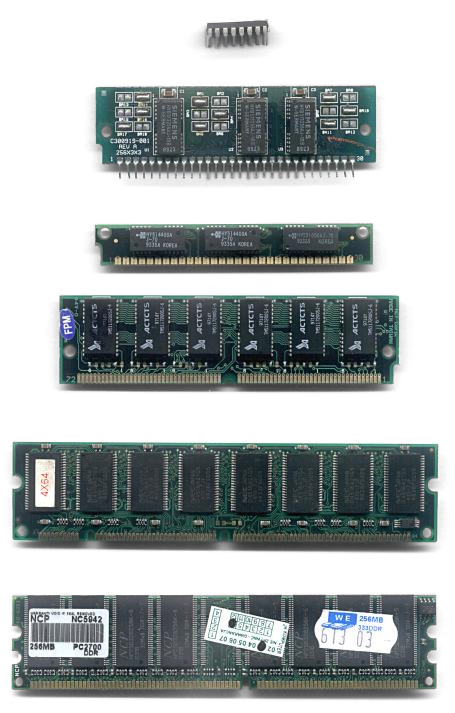
컴퓨터용 RAM 칩은 일반적으로 이와 같은 착탈식 메모리 모듈에 장착된다. 추가 모듈을 컴퓨터에 장착하여 메모리를 늘릴 수 있다.

휘발성 메모리는 메모리 칩의 전원이 꺼지면 저장된 데이터를 잃는다. 그러나 비휘발성 메모리보다 빠르고 저렴할 수 있다. 이 유형은 컴퓨터가 꺼져 있을 때 데이터가 하드 디스크에 저장되므로 대부분의 컴퓨터에서 주 메모리로 사용된다. 주요 유형은 다음과 같다.
RAM (랜덤 액세스 메모리) – 읽기만 가능한 ROM(아래)과 달리, 쓰기도 가능한 모든 반도체 메모리에 대한 일반적인 용어가 되었다. RAM뿐만 아니라 모든 반도체 메모리는 임의 접근 속성을 가지고 있다.
- DRAM (동적 램) – 각 비트를 저장하기 위해 하나의 MOSFET (MOS 전계 효과 트랜지스터)와 하나의 MOS 캐패시터로 구성된 메모리 셀을 사용한다. 이 RAM 유형은 가장 저렴하고 밀도가 높아 컴퓨터의 주 메모리로 사용된다. 그러나 메모리 셀에 데이터를 저장하는 전하가 천천히 누출되므로 메모리 셀을 주기적으로 재생 (다시 쓰기)해야 하며, 이는 추가 회로를 필요로 한다. 재생 과정은 컴퓨터 내부에서 처리되며 사용자에게는 투명하다.
  - FPM DRAM (고속 페이지 모드 DRAM) – 이전 유형보다 개선된 비동기 DRAM으로, 단일 "페이지" 메모리에 대한 반복적인 접근을 더 빠른 속도로 허용한다. 1990년대 중반에 사용되었다.
  - EDO DRAM (확장 데이터 출력 DRAM) – 이전 접근에서 데이터가 여전히 전송되는 동안 새로운 메모리 접근을 시작할 수 있어 이전 유형보다 접근 시간이 빨랐던 구형 비동기 DRAM이다. 1990년대 후반에 사용되었다.
  - VRAM (비디오 랜덤 액세스 메모리) – 비디오 어댑터 (비디오 카드)의 프레임버퍼에 한때 사용되었던 구형 듀얼 포트 메모리이다.
  - SDRAM (동기 동적 랜덤 액세스 메모리) – 컴퓨터의 메모리 버스에 추가된 클록 신호와 모든 작업을 동기화하는 회로를 DRAM 칩에 추가했다. 이를 통해 칩은 파이프라인을 사용하여 여러 메모리 요청을 동시에 처리하여 속도를 높일 수 있었다. 칩의 데이터는 또한 각각 메모리 작업을 동시에 수행할 수 있는 뱅크로 나뉜다. 이 유형은 약 2000년경에 지배적인 컴퓨터 메모리 유형이 되었다.
    - DDR SDRAM (더블 데이터 레이트 SDRAM) – 더블 펌핑 (클록 펄스의 상승 및 하강 에지 모두에서 데이터를 전송)을 통해 각 클록 주기당 두 배의 데이터 (두 개의 연속 워드)를 전송할 수 있었다. 이 아이디어의 확장은 메모리 접근 속도와 처리량을 높이는 데 사용되는 현재 (2012년) 기술이다. 메모리 칩의 내부 클록 속도를 더 높이는 것이 어렵다는 것이 입증되었기 때문에, 이 칩들은 각 클록 주기당 더 많은 데이터 워드를 전송하여 전송 속도를 높인다.
      - DDR2 SDRAM – 내부 클록 주기당 4개의 연속 워드를 전송한다.
      - DDR3 SDRAM – 내부 클록 주기당 8개의 연속 워드를 전송한다.
      - DDR4 SDRAM – 내부 클록 주기당 16개의 연속 워드를 전송한다.

    - RDRAM (램버스 DRAM) – 일부 인텔 시스템에서 사용되었지만 궁극적으로 DDR SDRAM에 패배한 대체 더블 데이터 레이트 메모리 표준이다.
      - XDR DRAM (익스트림 데이터 레이트 DRAM)

    - SGRAM (동기 그래픽스 RAM) – 그래픽 카드 (비디오 카드)용으로 만들어진 특수 SDRAM 유형이다. 비트 마스킹 및 블록 쓰기와 같은 그래픽 관련 작업을 수행할 수 있으며, 두 페이지의 메모리를 동시에 열 수 있다.
      - GDDR SDRAM (그래픽스 DDR SDRAM)
        - GDDR2
        - GDDR3 SDRAM
        - GDDR4 SDRAM
        - GDDR5 SDRAM
        - GDDR6 SDRAM

    - HBM (고대역 메모리) – 그래픽 카드에서 사용되는 SDRAM의 발전형으로, 더 빠른 속도로 데이터를 전송할 수 있다. 여러 개의 메모리 칩이 서로 겹쳐져 쌓여 있으며, 더 넓은 데이터 버스를 가지고 있다.

  - PSRAM (의사 정적 RAM) – 칩에서 메모리 재생을 수행하는 회로가 있는 DRAM으로, SRAM처럼 작동하여 외부 메모리 컨트롤러를 종료하여 에너지를 절약할 수 있도록 한다. Wii와 같은 일부 비디오 게임 콘솔에서 사용된다.
- SRAM (정적 램) – 각 비트의 데이터를 4~6개의 트랜지스터로 구성된 플립플롭이라고 불리는 회로에 저장한다. SRAM은 DRAM보다 밀도가 낮고 비트당 비용이 더 높지만, 더 빠르고 메모리 리프레시가 필요하지 않다. 컴퓨터의 더 작은 캐시 메모리에 사용된다.
- CAM (내용 주소화 기억장치) – 주소를 사용하여 데이터에 접근하는 대신, 데이터 워드가 적용되고 메모리가 워드가 메모리에 저장되어 있으면 위치를 반환하는 특수 유형이다. 주로 마이크로프로세서와 같은 다른 칩에 통합되어 캐시 메모리에 사용된다.

### 비휘발성 메모리
비휘발성 메모리 (NVM)는 칩에 전원이 꺼진 동안에도 저장된 데이터를 보존한다. 따라서 디스크가 없는 휴대용 장치의 메모리와 이동식 메모리 카드 등에 사용된다. 주요 유형은 다음과 같다.
- ROM (고정 기억 장치) – 영구적인 데이터를 저장하도록 설계되었으며, 정상 작동 시에는 쓰기 없이 읽기만 한다. 많은 유형이 쓰기가 가능하지만, 쓰기 과정이 느리고 일반적으로 칩의 모든 데이터를 한 번에 다시 써야 한다. 컴퓨터를 시작하는 바이오스 프로그램과 마이크로컨트롤러와 같은 휴대용 장치 및 임베디드 컴퓨터용 소프트웨어 (마이크로코드)와 같이 컴퓨터에서 즉시 접근할 수 있어야 하는 시스템 소프트웨어를 저장하는 데 주로 사용된다.
  - MROM (마스크 프로그램 ROM 또는 마스크 ROM) – 이 유형은 칩이 제조될 때 데이터가 칩에 프로그램되므로 대량 생산에만 사용된다. 새로운 데이터로 다시 쓸 수 없다.
  - PROM (프로그래밍 가능 읽기 전용 메모리) – 이 유형은 회로에 설치하기 전에 기존 PROM 칩에 데이터가 쓰이지만, 한 번만 쓸 수 있다. 데이터는 PROM 프로그래머라고 불리는 장치에 칩을 꽂아 쓴다.
  - EPROM (삭제 가능 프로그래밍 가능 읽기 전용 메모리 또는 UVEPROM) – 이 유형은 회로 기판에서 칩을 제거하고 자외선에 노출시켜 기존 데이터를 지우고 PROM 프로그래머에 꽂아 데이터를 다시 쓸 수 있다. IC 패키지 상단에는 UV 빛을 통과시키는 작은 투명한 "창"이 있다. 프로그램이 공장에서 변경되어야 할 수 있는 프로토타입 및 소량 생산 장치에 자주 사용된다. 4M EPROM, 칩을 지우는 데 사용되는 투명 창을 보여준다.

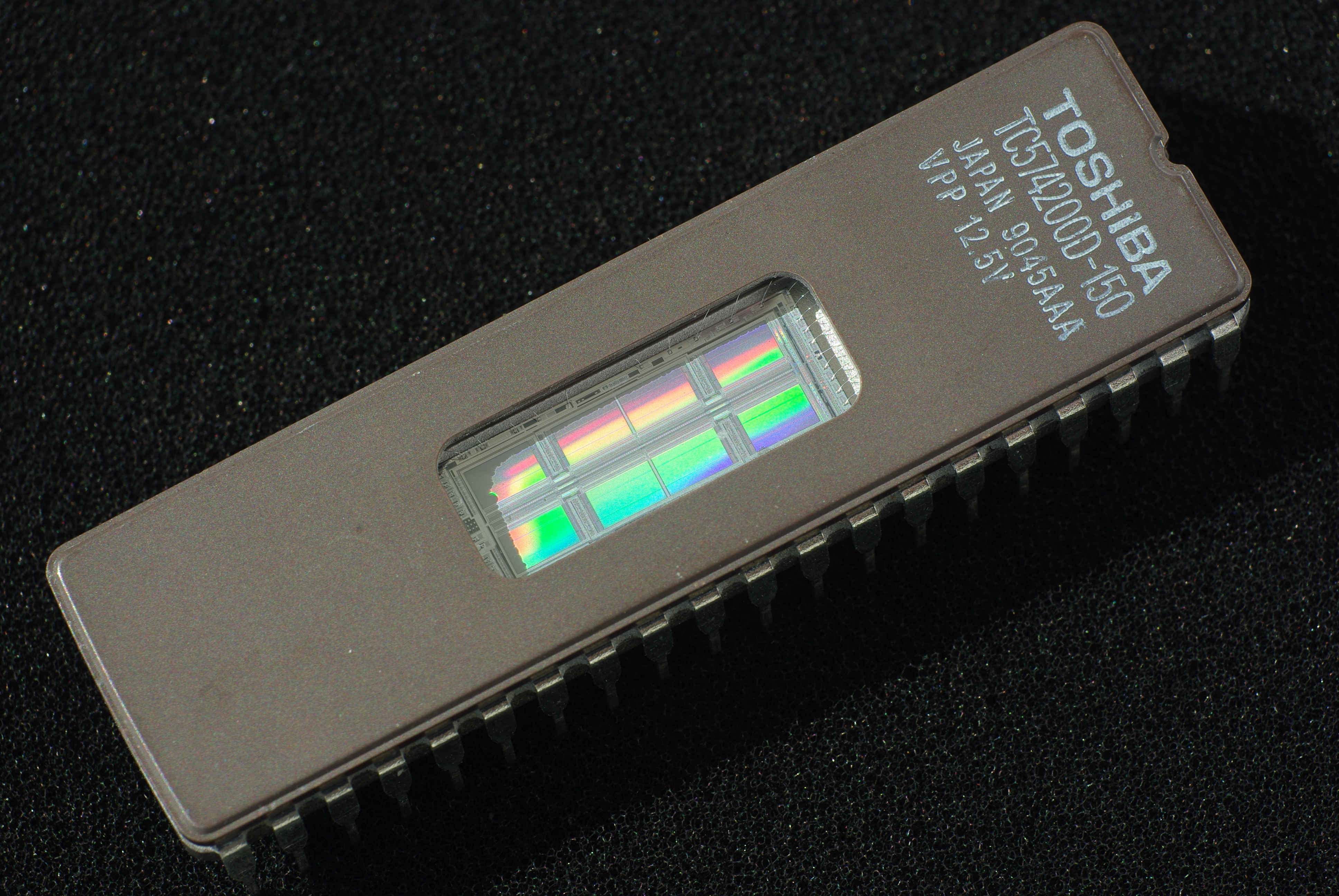
4M EPROM, 칩을 지우는 데 사용되는 투명 창을 보여준다.

  - EEPROM (전기적 삭제 가능 프로그래밍 가능 읽기 전용 메모리) – 이 유형은 칩이 회로 기판에 있는 동안 전기적으로 데이터를 다시 쓸 수 있지만, 쓰기 과정이 느리다. 이 유형은 하드웨어 장치를 실행하는 저수준 마이크로코드인 펌웨어를 저장하는 데 사용되며, 대부분의 컴퓨터에서 바이오스 프로그램을 업데이트할 수 있도록 한다.
- NVRAM (비휘발성 랜덤 액세스 메모리)
  - FRAM (강유전체 RAM) – 비휘발성 RAM의 한 종류이다.
- 플래시 메모리 – 이 유형은 EEPROM과 RAM 메모리 사이의 중간 속도로 쓰기 과정이 진행된다. 쓰기는 가능하지만 주 메모리로 사용할 만큼 빠르지는 않다. 하드 디스크의 반도체 버전으로 파일을 저장하는 데 자주 사용된다. PDA, USB 플래시 드라이브, 디지털 카메라 및 휴대전화에 사용되는 이동식 메모리 카드와 같은 휴대용 장치에 사용된다.

## 역사
초기 컴퓨터 메모리는 자기코어 메모리로 구성되었는데, 이는 접합형 트랜지스터 (BJT)와 같은 초기 고체 전자공학 반도체가 디지털 저장 요소 (메모리 셀)로 사용하기에 비실용적이었기 때문이다. 가장 초기의 반도체 메모리는 1960년대 초, 바이폴라 트랜지스터를 사용한 바이폴라 메모리에서 시작되었다. 텍사스 인스트루먼트는 1961년 미국 공군에 개별 소자로 만들어진 바이폴라 반도체 메모리를 처음으로 출하했다. 같은 해, 페어차일드 반도체의 애플리케이션 엔지니어 밥 노먼은 고체 메모리를 집적 회로 (IC) 칩에 구현하는 개념을 제안했다. 최초의 단일 칩 메모리 IC는 1965년 12월에 제작된 BJT 16비트 IBM SP95였으며, 폴 카스트루치가 설계했다. 바이폴라 메모리는 자기코어 메모리보다 향상된 성능을 제공했지만, 자기코어 메모리의 낮은 가격과 경쟁할 수 없었고, 1960년대 후반까지 자기코어 메모리가 지배적이었다. 바이폴라 플립플롭 회로가 너무 크고 비쌌기 때문에 바이폴라 메모리는 자기코어 메모리를 대체하는 데 실패했다.

### MOS 메모리
마틴 아탈라와 강대원이 1959년 벨 연구소에서 발명한 금속-산화물-반도체 전계 효과 트랜지스터 (MOSFET)의 등장은 이전에 자기 코어가 컴퓨터 메모리에서 수행하던 기능인 메모리 셀 저장 요소로서 금속 산화물 반도체 (MOS) 트랜지스터의 실용적인 사용을 가능하게 했다. MOS 메모리는 1964년 페어차일드 반도체의 존 슈미트에 의해 개발되었다. MOS 메모리는 더 높은 성능 외에도 자기코어 메모리보다 저렴하고 전력 소비가 적었다. 이로 인해 MOSFET은 결국 자기 코어를 컴퓨터 메모리의 표준 저장 요소로 대체하게 되었다.
1965년 왕립 레이더 연구소의 J. 우드와 R. 볼은 CMOS (상보성 MOS) 메모리 셀 외에도 전원 공급 장치, 스위치드 크로스-커플링, 스위치 및 지연선 저장을 위한 MOSFET 전력 소자를 사용하는 디지털 저장 시스템을 제안했다. 1968년 페어차일드의 페데리코 파진에 의해 실리콘 게이트 MOS 집적 회로 (MOS IC) 기술이 개발되면서 MOS 메모리 칩 생산이 가능해졌다. NMOS 메모리는 1970년대 초 IBM에 의해 상업화되었다. MOS 메모리는 1970년대 초 지배적인 메모리 기술인 자기코어 메모리를 능가했다.
컴퓨터와 관련하여 사용되는 "메모리"라는 용어는 대부분 휘발성 랜덤 액세스 메모리 (RAM)를 의미한다. 휘발성 RAM의 두 가지 주요 유형은 정적 램 (SRAM)과 동적 램 (DRAM)이다. 바이폴라 SRAM은 1963년 페어차일드 반도체의 로버트 노먼에 의해 발명되었고, 이어서 1964년 페어차일드의 존 슈미트에 의해 MOS SRAM이 개발되었다. SRAM은 자기코어 메모리의 대안이 되었지만, 데이터 비트당 6개의 MOS 트랜지스터를 필요로 했다. SRAM의 상업적 사용은 IBM이 System/360 Model 95를 위한 SP95 SRAM 칩을 도입한 1965년에 시작되었다.
도시바는 1965년에 Toscal BC-1411 전자 계산기를 위한 바이폴라 DRAM 메모리 셀을 도입했다. 자기코어 메모리보다 향상된 성능을 제공했지만, 바이폴라 DRAM은 당시 지배적이었던 자기코어 메모리의 낮은 가격과 경쟁할 수 없었다. MOS 기술은 현대 DRAM의 기반이다. 1966년 IBM 토머스 J. 왓슨 연구 센터의 로버트 H. 데나드 박사는 MOS 메모리에 대해 연구하고 있었다. MOS 기술의 특성을 조사하면서 그는 MOS 캐패시터를 만들 수 있다는 것을 발견했고, MOS 캐패시터에 전하를 저장하거나 저장하지 않는 것이 비트의 1과 0을 나타낼 수 있으며, MOS 트랜지스터가 캐패시터에 전하를 쓰는 것을 제어할 수 있다는 것을 발견했다. 이는 그가 단일 트랜지스터 DRAM 메모리 셀을 개발하는 계기가 되었다. 1967년 데나드는 IBM의 이름으로 MOS 기술 기반의 단일 트랜지스터 DRAM 메모리 셀 특허를 출원했다. 이는 1970년 10월 최초의 상업용 DRAM IC 칩인 인텔 1103으로 이어졌다. 동기 동적 랜덤 액세스 메모리 (SDRAM)는 나중에 1992년 삼성 KM48SL2000 칩으로 처음 출시되었다.
"메모리"라는 용어는 종종 비휘발성 메모리, 특히 플래시 메모리를 지칭하는 데도 사용된다. 이는 고정 기억 장치 (ROM)에서 유래했다. 프로그래밍 가능 읽기 전용 메모리 (PROM)는 1956년 아메리칸 보쉬 아르마 코퍼레이션의 아르마 사업부에서 일하던 웬 칭 초우에 의해 발명되었다. 1967년 벨 연구소의 강대원과 사이먼 스제는 MOS 반도체 소자의 플로팅 게이트를 재프로그램 가능한 고정 기억 장치 (ROM)의 셀로 사용할 수 있다고 제안했으며, 이는 인텔의 도브 프로만이 1971년 EPROM (삭제 가능한 PROM)을 발명하는 계기가 되었다. EEPROM (전기적 삭제 가능한 PROM)은 1972년 일본 통상산업성 (MITI) 전기 기술 연구소의 야스오 타루이, 유타카 하야시, 기요코 나가이에 의해 개발되었다. 플래시 메모리는 1980년대 초 도시바의 마스오카 후지오에 의해 발명되었다. 마스오카와 동료들은 1984년 NOR 플래시의 발명을 발표했고, 이어서 1987년 NAND 플래시를 발표했다. 도시바는 1987년 NAND 플래시 메모리를 상업화했다.

## 응용
| MOS 메모리 종류                                   | Abbr.  | MOS 메모리 셀             | 응용 |
| ------------------------------------------------- | ------ | ------------------------- | --- |
| 정적 램                                           | SRAM   | MOSFET                    | 캐시 메모리, 휴대전화, eSRAM, 메인프레임, 멀티미디어 컴퓨터, 네트워킹, 개인용 컴퓨터, 서버, 슈퍼컴퓨터, 전기 통신, 워크스테이션, DVD 디스크 버퍼, 데이터 버퍼, 비휘발성 바이오스 메모리                                                                            |
| 동적 램                                           | DRAM   | MOSFET, MOS 캐패시터      | 캠코더, 임베디드 논리, eDRAM, 그래픽 카드, 하드 디스크 드라이브 (HDD), 네트워크, 개인용 컴퓨터, PDA, 프린터, 주 컴퓨터 메모리, 데스크톱 컴퓨터, 서버, 솔리드 스테이트 드라이브, 비디오 메모리, 프레임버퍼 메모리                                                   |
| 강유전체 랜덤 액세스 메모리                       | FRAM   | MOSFET, 강유전체 캐패시터 | 비휘발성 메모리, 무선 주파수 식별 (RF 식별), 스마트 카드 |
| 고정 기억 장치                                    | ROM    | MOSFET                    | 문자 발생기, 전자 악기, 레이저 프린터 글꼴, 비디오 게임 롬 카트리지, 워드 프로세서 사전 데이터 |
| 삭제 가능 프로그래밍 가능 읽기 전용 메모리        | EPROM  | 플로팅 게이트 MOSFET      | CD-ROM 드라이브, 임베디드 메모리, 코드 저장, 모뎀 |
| 전기적 삭제 가능 프로그래밍 가능 읽기 전용 메모리 | EEPROM | 플로팅 게이트 MOSFET      | ABS, 에어백, 카 라디오, 휴대전화, 가전 제품, 무선 전화, 디스크 드라이브, 임베디드 메모리, 비행 컨트롤러, 군사 기술, 모뎀, 삐삐, 프린터, 셋톱박스, 스마트 카드 |
| 플래시 메모리                                     | Flash  | 플로팅 게이트 MOSFET      | ATA 컨트롤러, 배터리 구동 응용 프로그램, 전기 통신, 코드 저장, 디지털 카메라, MP3 플레이어, 휴대용 미디어 플레이어, 바이오스 메모리, USB 플래시 드라이브, 디지털 TV, 전자책, 메모리 카드, 모바일 장치, 셋톱박스, 스마트폰, 솔리드 스테이트 드라이브, 태블릿 컴퓨터 |
| 비휘발성 랜덤 액세스 메모리                       | NVRAM  | 플로팅 게이트 MOSFET      | 의료 장비, 우주선 |

## 같이 보기
- 전자공업
- 반도체 산업